# Blai Bonet
Blai Bonet Rigo (Santañí, Baleares, 1926-Cala Figuera, 1997) fue un escritor y crítico de arte español en lengua catalana.

## Carrera
Comenzó estudios de latín, griego y humanidades, pero debió abandonar por una afección pulmonar que tendría a lo largo de su vida.
Su época de mayor reconocimiento fue durante las décadas de 1950 y 1960, como parte de un resurgir de la literatura catalana.
Fue miembro de la Associació d'Escriptors en Llengua Catalana.
Su casa en Santañí es actualmente un museo.
Parte de su obra fue traducida por José Agustín Goytisolo, y recopilada en el libro de 1996, Veintiún poetas catalanes para el siglo XXI; y por Nicolau Dols y Gabriel de la S. T. Sampol en el libro del 2004 Antologia poètica publicado por Editorial Calambur.
Entre sus temas recurrentes, figuran los sentimientos religiosos de sus personajes o la pulsión homosexual.